# Manuel Romero Barco
Manuel Romero Barco (Coria del Río, provincia de Sevilla, 10 de junio de 1928) fue un futbolista español que se desempeñaba como defensor. Es el hermano del también futbolista Enrique Romero Barco.

## Clubes
| Club       | País   | Año         |
| ---------- | ------ | ----------- |
| Sevilla FC | España | 1953 - 1960 |